# 清水正輝
清水 正輝（しみず まさてる、1945年2月21日 - ）は、日本の元アマチュア野球選手、監督である。ポジションは投手、外野手。

## 来歴・人物
兵庫県津名郡五色町（現:洲本市）出身。洲本実業高校では、エースとして1962年夏の甲子園県予選準決勝に進むが柏原高に完封負け。卒業後に関西学院大学に入学した。関西六大学野球リーグでは、1966年秋季リーグの優勝に貢献。
1966年のドラフト会議で西鉄ライオンズから3位指名されたが入団を拒否し、 京都大丸に入社した。1967年の都市対抗に日本新薬の補強選手として出場。1回戦で先発を任されるが富士製鐵室蘭に敗退。1969年からは投手登録ながら中心打者として活躍する。同年の都市対抗では右翼手、四番打者として出場するが、1回戦でサッポロビールに惜敗。1976年の都市対抗で10年連続出場の表彰をうける。
現役晩年の1975年から監督も兼任、1979年までつとめ、1980年から1993年までに高野連審判委員を務めた。2007年から2012年まで母校の関西学院大学の監督を務め、2012年には関西学生野球秋季リーグで優勝した。